# Extravaganza!
Extravaganza! fue una revista chilena dedicada a la música. Presenta entrevistas a artistas, reseñas de discos y galerías fotográficas de conciertos, así como también de otros elementos relacionados con la cultura juvenil.

## Historia
La revista surge inicialmente en 1989 como un fanzine editado por los hermanos Francisco y Fernando Mujica. Sin embargo, sus publicaciones regulares comienzan en mayo de 1993, como una revista impresa en papel de diario por la Editorial La Nación. Esta revista se vendía en los kioscos de Santiago de Chile.
A pesar de la buena recepción que tuvo la revista, esta dejó de aparecer hacia 1999, pero los hermanos Mujica mantuvieron abierta su tienda de discos ubicada en Providencia, y que lleva el mismo nombre de la revista.
En mayo de 2008, los hermanos Mujica deciden relanzar la revista. En esta nueva etapa la publicación es impresa con una encuadernación más profesional, y también se distribuye gratuitamente en varias tiendas del sector centro-oriente de Santiago. Junto a esto, Extravaganza! lanzó su sitio web desde el cual se puede descargar la revista en formato PDF.